# Glenella-Lansdowne
Glenella-Lansdowne es un municipio canadiense situado en la provincia de Manitoba.

## Superficie
Glenella-Lansdowne tiene una superficie de 1274,74 km².

## Demografía
En 2021, tenía 1133 habitantes, una densidad poblacional de 0,9 hab./km², y 419 viviendas.